# Association des traducteurs/adaptateurs de l'audiovisuel
L’Association des traducteurs/adaptateurs de l’audiovisuel (ATAA) est une association française loi de 1901 créée en 2006.

## Historique
L'ATAA a vu le jour à l’initiative d’un petit groupe de professionnels à l’été 2006 pour « unir les traducteurs de l’audiovisuel en promouvant l’échange et le dialogue, défendre leurs intérêts économiques, œuvrer à la reconnaissance de la profession et rendre visible l’importance culturelle de la traduction audiovisuelle ».

Il n’existait pas, auparavant, d’association de traducteurs spécifiquement consacrée à la traduction/adaptation audiovisuelle. En effet, l’Association des traducteurs littéraires de France représente principalement les traducteurs d’édition, la Société française des traducteurs regroupe « experts judiciaires, interprètes de conférence, traducteurs techniques et littéraires », tandis que le Syndicat national des auteurs et des compositeurs représente certes les auteurs de doublage et de sous-titrage, mais parmi d’autres catégories d’auteurs.

En 2023, l’ATAA compte plus de 600 membres.

## Métiers représentés
L’ATAA regroupe des professionnels qui traduisent et adaptent des œuvres audiovisuelles (longs métrages, séries, documentaires, etc.) pour le cinéma, la télévision, l’édition DVD ou encore la VoD. La traduction/adaptation peut prendre les formes suivantes :
- Sous-titrage : affichage de la traduction des propos prononcés au bas de l’écran, sur une ou deux lignes.
- Doublage : substitution à la langue originale de l’œuvre d’une autre langue, avec une contrainte de synchronisme.
- Voice-over (réservé en France aux documentaires, reportages et émissions de télé-réalité) : superposition d’une voix française sur la voix des intervenants d’origine, sans contrainte de synchronisme.

Ces traducteurs/adaptateurs travaillent en France sous statut d’auteur, conformément au Code de la propriété intellectuelle qui dispose que « les auteurs de traductions […] des œuvres de l'esprit jouissent de la protection instituée par le présent code sans préjudice des droits de l'auteur de l'œuvre originale ». L’ATAA accueille aussi des auteurs d'audiodescription, ainsi que des adaptateurs de sous-titrage à destination des sourds et malentendants, bien que le statut de ces derniers soit souvent différent, car nombre de traducteurs/adaptateurs de sous-titrage de traduction font également du sous-titrage sourds et malentendants, les logiciels utilisés et les clients étant souvent les mêmes.

## Langues représentées
Les langues source représentées parmi les membres de l’association sont : l’allemand, l’anglais, l’arabe, le catalan, le chinois, le coréen, le danois, l’espagnol, le finnois, le français, le grec, le hindi, le hongrois, l’indonésien, l’italien, le japonais, le néerlandais, le népalais, l'ourdou, le persan, le polonais, le portugais, le roumain, le russe, le serbo-croate, le suédois, le suisse allemand, le tchèque, le thaï, le turc et l’ukrainien.

Bien que l’association soit basée en France, les langues cibles de ses adhérents comportent, outre le français : l’allemand, l’anglais, l’arabe, le chinois, le coréen, le danois, l’espagnol, le finnois, l’indonésien, l’italien, le néerlandais, le polonais, le portugais, le roumain, le russe, le serbo-croate, le suédois, le tchèque et le turc.

## Fonctionnement
L’ATAA dispose d’un conseil d’administration qui compte une dizaine de membres bénévoles élus chaque année lors de l’assemblée générale de l’association. Elle a connu cinq présidences successives : Estelle Renard (2006-2010), Anaïs Duchet (2010-2013), Juliette De La Cruz (2013-2017), Ian Burley (2017-2019), Isabelle Miller (2020-2024), Stéphanie Penot-Lenoir (depuis 2025).
L’association organise deux soirées « portes ouvertes » par an. Depuis 2012, la seconde de ces soirées annuelles est consacrée aux Prix remis par l’association.

## Actions
Outre la mise à disposition d’un site qui propose plusieurs pages d’informations pour les traducteurs/adaptateurs, l’ATAA :
- est régulièrement en contact avec les étudiants et les universités, notamment grâce à des interventions annuelles dans les formations préparant à la traduction/adaptation audiovisuelle[8] ;
- dialogue avec les autres maillons de la chaîne audiovisuelle, ce dont témoignent la publication d’un guide « Faire adapter une œuvre audiovisuelle : ce qu’il faut savoir » en 2010 et la signature de la « Charte des bons usages entre les auteurs, les prestataires techniques et les commanditaires du doublage et du sous-titrage » sous l’égide du CNC en 2011[9] ;
- est présente dans les colloques français ou internationaux consacrés à la traduction, audiovisuelle ou non, tels que « Media for All[10] », « Languages & the Media[11] », « Journée d’étude Traductologie de plein champ[12] », « La traduction et réception de films multilingues[13] » ;
- entretient des liens avec les autres associations de traducteurs et est ainsi membre fondateur, depuis 2011, de l’association AudioVisual Translators Europe (AVTE) qui fédère sept associations professionnelles européennes de traducteurs/adaptateurs de l’audiovisuel[14].

## Prix de l'adaptation en sous-titrage et en doublage
Dans un souci de visibilité, l'ATAA créé le Prix de l'adaptation en sous-titrage en cinéma en 2012. La première édition a lieu en mars 2012 à la Fémis. L'année d'après, le Prix récompensant une adaptation en doublage remarquable est créé. En 2016, pour les 10 ans de l'association, des Prix similaires sont remis pour les séries. À partir de 2015, les Prix sont remis à la SACEM. Enfin, en 2017, l'association s'attelle à récompenser des traductions de documentaires télévisés en partenariat avec la SCAM.
| Année | Doublage Cinéma                                                                                 | Sous-titrage Cinéma | Doublage Séries                                                                     | Sous-titrage Séries                                                                      | Documentaires |
| ----- | ----------------------------------------------------------------------------------------------- | --- | ----------------------------------------------------------------------------------- | ---------------------------------------------------------------------------------------- | --- |
| 2012  | (prix non créé)                                                                                 | Massoumeh Lahidji pour Une séparation et Pascale Joseph pour Bon à tirer (BAT)                                                                     | (prix non créé)                                                                     | (prix non créé)                                                                          | (prix non créé) |
| 2013  | Claire Impens pour Sur la route et Bob Yangasa pour Les Pirates ! Bons à rien, mauvais en tout  | Maï Boiron pour Zero Dark Thirty et Belinda Milosef pour La Parade                                                                                 | (prix non créé)                                                                     | (prix non créé)                                                                          | (prix non créé) |
| 2014  | Pierre Arson pour Django Unchained et Agnès Dusautoir pour Epic : La Bataille du royaume secret | Michèle Nahon pour Blue Jasmine et Joël Chapron pour The Major                                                                                     | (prix non créé)                                                                     | (prix non créé)                                                                          | (prix non créé) |
| 2015  | Sylvie Caurier pour Il était temps et Jérôme Pauwels pour Opération Casse-noisette              | Isabelle Audinot pour Her et François-Xavier Durandy pour Ugly                                                                                     | (prix non créé)                                                                     | (prix non créé)                                                                          | (prix non créé) |
| 2016  | Marion Bessay pour La Femme au tableau et Philippe Millet pour En route !                       | Isabelle Miller pour The Lobster et Nelson Calderon et Pascal Strippoli pour La isla mínima                                                        | Margaux Lamy, Olivier Delebarre et Mélanie de Truchy pour Masters of Sex (saison 2) | Sophie Delpal et Anne Trarieux pour Sherlock (saison 3)                                  | (prix non créé) |
| 2017  | Franck Hervé pour The Big Short et Joël Savdié pour Deadpool et Bruno Chevillard pour Zootopie  | Vanessa Azoulay et Simon John pour The Nice Guys et Hélène Geniez pour Paulina                                                                     | (prix non remis)                                                                    | (prix non remis)                                                                         | Caroline Barzilaï pour La Sensualité des livres et Catherine Lebrun pour Rubens                                                    |
| 2018  | Hélène Monsché pour T2 Trainspotting                                                            | Pascale Joseph pour Moi, Daniel Blake et Massoumeh Lahidji pour Le Client                                                                          | François Dubuc et Stéphanie Vadrot pour 22.11.63                                    | Clotilde Maville et Blandine Ménard pour Westworld (saison 1)                            | Christian Bloch pour Himmler, l'homme de la solution finale                                                                        |
| 2019  | Philippe Millet pour Jumanji, Bienvenue dans la jungle                                          | Emmanuelle Boillot pour Le Caire confidentiel et Odile Manforti pour Cro Man                                                                       | Marie Fuchez, Claire Impens et Marianne Rabineau pour Flowers (saison 2)            | Odile Manforti et Delphine Hussonnois pour Counterpart (saison 1)                        | Malkiel Itzhaky et Caroline Barzilaï pour Golda Meir, Premier ministre                                                             |
| 2020  | (prix remis en 2021)                                                                            | (prix remis en 2021) | (prix remis en 2021)                                                                | (prix remis en 2021)                                                                     | Thierry Mouillé pour Ces financiers qui dirigent le monde - Blackrock et Nelson Calderon et Pascal Strippoli pour Santiago, Italia |
| 2021  | Philippe Videcoq-Gagé pour Le Retour de Mary Poppins                                            | Rachèl Guillarme et Evaldo Tavares de Medeiros pour La Vie Invisible d'Euridice Gusmao et Quentin Rambaud pour Yesterday                           | Xavier Varaillon et Nicolas Mourguyes pour American Horror Story (saison 9)         | David Auroux, Charlotte Drake et Rachèl Guillarme pour Braquage à la suédoise (saison 1) | (prix non remis) |
| 2022  | (prix remis en 2023)                                                                            | (prix remis en 2023) | Fanny Gusciglio et Stéphane Lévine pour Physical (saison 1)                         | Hélène Apter et Carole Remy pour What We Do In The Shadows (saison 3)                    | Christophe Elson et Marie Laroussinie pour Derrière nos écrans de fumée et Elsa Vandaele pour Seaspiracy: La pêche en question     |
| 2023  | Thomas Murat pour Les Croods 2 : Une nouvelle ère et Françoise Monier pour Licorice Pizza       | Emmanuel Menouna Ekani pour Space Jam : Nouvelle ère, Lucinda Treutenaere pour Fisherman's Friends et Éléonore Boudault pour Le Braquage du siècle | (prix remis en 2024)                                                                | (prix remis en 2024)                                                                     | Claudia Faes pour Et si le monde tournait rond                                                                                     |
| 2024  | (prix remis en 2025)                                                                            | Jean Bertrand pour La conférence et Anne Crozat pour Reinfield                                                                                     | Sophie Désir et Félicie Seurin pour La Fabuleuse Madame Maisel (saison 5)           | Délia D'Ammassa, Muriel Blanc-Pignol et Clotilde Maville pour Ted Lasso (saison 3)       | (à venir à l'automne 2024) |

## Publications
En 2009, l’ATAA crée un blog pour rendre compte de l’actualité de la traduction/adaptation audiovisuelle et de la vie de l’association. En 2013, elle publie le premier numéro d’une nouvelle revue semestrielle en ligne et gratuite, L’Écran traduit, « consacrée à la traduction audiovisuelle sous toutes ses formes (sous-titrage, doublage, voice-over) et quels que soient ses supports de diffusion (cinéma, télévision, etc.) ».
En 2010, elle édite également une brochure de conseils aux acheteurs de traductions/adaptations : Faire adapter une œuvre audiovisuelle – Guide du sous-titrage et du doublage.

### Autres associations représentant les traducteurs en France
- L'Association des traducteurs littéraires de France (ATLF)
- La Société française des traducteurs (SFT)
- Le Syndicat national des auteurs et des compositeurs (SNAC)

#### Articles
- « Traducteurs et adaptateurs de l'audiovisuel se mobilisent », Le Film français, 15 avril 2008.
- « Jamais sans mon sous-titre… professionnel », slate.fr, 28 janvier 2010.
- « Sous-titrage – Les sourds enfin entendus », Le Monde, supplément TV, 7-8 février 2010.
- « Les sous-titres ont voix au chapitre », 20 Minutes, 18 avril 2012.
- « Le cinéma en version originale, d’une langue à l’autre », La Croix, 12 avril 2012.
- « Passeurs de langue », Cahiers du cinéma, février 2012.
- « L'art du sous-titrage et du doublage », entretien avec trois membres de l’ATAA dans l’émission Tire ta langue, le 17 juin 2012 (France Culture).
- « Traducteurs amateurs de séries : la réponse des professionnels », premiere.fr, 11 avril 2013.
- « Séries TV: le blues des pros du sous-titre », lesinrocks.com, 4 février 2013.
- « Les Prix de l’ATAA 2012-2013 », Objectif Cinéma, avril 2013.